# تخزين المحيط لثنائي أكسيد الكربون
تخزين المحيط لثنائي أكسيد الكربون (CO2) أحد طرق عزل الكربون. أول من اقترح مفهوم تخزين ثنائي أكسيد الكربون في المحيط عالم الفيزياء الإيطالي سيزار مارشيتي في ورقته البحثية عام 1976 «عن الهندسة الجيولوجية ومسألة ثنائي أكسيد الكربون». منذ ذلك الحين، حقق العديد من العلماء والمهندسين والناشطين البيئيين في مفهوم عزل ثنائي أكسيد الكربون الجوي في محيطات العالم. يكمن حاليًّا في المحيطات 39,000 غيغاطن (39,000 مليار طن) من الكربون، في حين لا يحتوي الغلاف الجوي إلا على 750 غيغاطن من الكربون.
من بين 1300 غيغاطن من ثنائي أكسيد الكربون الناتج عن انبعاثات بشرية المصدر في السنوات المئتين الأخيرة، نحو 38% منها ذهب بالفعل إلى المحيطات. تبلغ نسبة انبعاثات ثنائي أكسيد الكربون الحالية 10 غيغاطن في العام، وتمتص المحيطات حاليًّا 2.4 غيغاطن من ثنائي أكسيد الكربون في العام. المحيط مصرف هائل للكربون بقدرة على استيعاب آلاف الأضعاف من الغيغاطن (آلاف مليارات الأطنان) أكثر مما يحتفظ به حاليًّا من ثنائي أكسيد الكربون. يمكن للعزل في المحيطات أن يخفض تراكيز ثنائي أكسيد الكربون الجوي وفقًا لبعض العلماء.

## كيمياء المحيطات
بعد انحلال ثنائي أكسيد الكربون الجوي في المحيط، يتفاعل محلول ثنائي أكسيد الكربون المائي مع مياه البحر مشكلًا حمض الكربون. مع استمرار حمض الكربون بالتفاعل مع جزيئات الماء، تتشكل الكربونات، وهي تزيد تركيز شوارد الهيدروجين في المحيط وتخفض بالتالي الأس الهيدروجيني للمحيط. بالتالي فإن زيادة تراكيز ثنائي أكسيد الكربون في الجو تخفض الأس الهيدروجيني للمحيط. ولكن كربونات الكالسيوم تحمي من انخفاض الأس الهيدروجيني بشكل كبير. مع انخفاض الأس الهيدروجيني، يزداد انحلال كربونات الكالسيوم في الماء. تستخدم اللجنة الدولية للتغيرات المناخية الأس الهيدروجيني 0.1 بّي إتش كمؤشر محدد للتغير المقبول في الأس الهيدروجيني للمحيط بالمقارنة مع التقلبات الطبيعية للأس الهيدروجيني التي لا تؤدي إلى حدوث آثار بيئية ملحوظة. بتغير بمقدار 0.1 للأس الهيدروجيني، تقدر اللجنة الدولية للتغيرات المناخية أن 1000 غيغاطن من الكربون يمكن تخزينها في المحيط لتخفيض الآثار السلبية على البيئة الناتجة عن بقاء هذه الكمية نفسها من الكربون في الغلاف الجوي. إذا بقي ثنائي أكسيد الكربون في الغلاف الجوي، سيكون التغير الناتج في الأس الهيدروجيني للمحيط أيضًا مشابهًا إذ سيمتص اختلاط المحيطات في النهاية فائض ثنائي أكسيد الكربون.

## حقن ثنائي أكسيد الكربون المخفف وتخزينه
يتطلب حقن ثنائي أكسيد الكربون المخفف الحقن على أعماق لا يمكن فيها لثنائي أكسيد الكربون الانتشار عن طريق تيارات المحيطات وتمازج المحيطات. عند الحقن، تتفاعل المياه وتتمازج وفق الكثافة وتخفف تركيز ثنائي أكسيد الكربون. يوزع حقن ثنائي أكسيد الكربون من القوارب تراكيز منخفضة لثنائي أكسيد الكربون في المياه المفتوحة خلال الحركة لزيادة مساحة انتشار ثنائي أكسيد الكربون. يمكن حدوث انتشار ثنائي أكسيد الكربون عن طريق القوارب أيضًا عبر أنبوب مربوط بالمركب يحقن مزيجًا مخففًا لثنائي أكسيد الكربون في عمود الماء. يحقن ثنائي أكسيد الكربون عادةً عند عمق 100 م لتخفيض هروب فقاعات ثنائي أكسيد الكربون. مع تصاعد فقاعات ثنائي أكسيد الكربون المحقون، يزداد الانتشار صعودًا مع عمود الماء. تخفض مساحات الانتشار الكبيرة والتراكيز المنخفضة لثنائي أكسيد الكربون بشكل ملحوظ أي تغيرات معتبرة في الأس الهيدروجيني الموضعي والآثار الناتجة على الأنظمة الحيوية البحرية. استخدم ويكت وزملاؤه قياسات التقلبات الطبيعية للأس الهيدروجيني من ثنائي أكسيد الكربون الجوي لاقتراح أن حقن ثنائي أكسيد الكربون المخفف بمقدار 0.37 غيغاطن/عام سيكون أثره مهملًا على الأس الهيدروجيني للمحيط. لا يتطلب حقن المحلول المخفف في المحيط الكثير من البنى التحتية بالمقارنة مع الأشكال الأخرى للحقن في المحيط. يقدر برنامج البحث والتطوير لشركة آي إي إيه غرينهاوس غاز أن حقن ثنائي أكسيد الكربون المخفف سيكلف 70$ للطن الواحد من ثنائي أكسيد الكربون تشمل تكاليف التقاط ثنائي أكسيد الكربون ونقله وتخزينه قبل نشره من على متن القوارب.

## إطلاق ثنائي أكسيد الكربون الصلب في الأعماق
يمكن أن يخزن ثنائي أكسيد الكربون بشكله الصلب أو عن طريق هيدرات ثنائي أكسيد الكربون الصلبة. تفوق كثافة ثنائي أكسيد الكربون بحالته الصلبة كثافة مياه البحر بنحو ضعف ونصف (×1.5) وبالتالي تترسب على قاع المحيط. يبلغ معدل الانحلال عند السطح نحو 0.2 سم/ساعة بحيث يمكن انحلال كمية صغيرة من ثنائي أكسيد الكربون بشكل كامل قبل الوصول إلى قاع البحر. بالإضافة إلى حقن ثنائي أكسيد الكربون الصلب، هيدرات ثنائي أكسيد الكربون طريقة شائعة أخرى للتخزين. يحدث تشكل الهيدرات عندما يكون تركيز ثنائي أكسيد الكربون السائل نحو 30% وتحت مستوى سطح البحر بنحو 400 متر. تتشكل الهيدرات كطبقة خارجية حول قطرات ثنائي أكسيد الكربون أو ككتلة صلبة. التركيب الجزيئي يتكون من ثنائي أكسيد الكربون والماء، (CO2.nH2O[HZ1] ) حيث (5.75≈n). الكثافة الناتجة أكثف من مياه البحر بنحو 10%. بالمقارنة مع ثنائي أكسيد الكربون السائل، تنحل صيغة الهيدرات بسرعة أبطأ بشكل ملحوظ في مياه البحر، بنحو 0.2 سم/ساعة كذلك. إضافةً إلى هذا، تبقى الهيدرات ساكنة على قاع البحر وتشكل غلافًا من الهيدرات، دافعةً ثنائي أكسيد الكربون قسرًا للتحرك بشكل عرضي. يعتمد الاستقرار الجزيئي الكلي على درجة الحرارة والضغط في الوسط المحيط، وتنفصل الهيدرات فقط عند وضعها على تلامس مباشر مع حرارة إضافية وماء بتركيز أقل من تركيز التوازن الخاص بها. ولكن، وبسبب بنيتها البلورية، لا تنتقل الهيدرات النقية عبر الأنابيب. وبما أن تحقيق فعالية 100% أمر شديد الصعوبة، ففي الحقيقة، تقترح كل من التجارب المخبرية والميدانية أن مردود تفاعل الترسب يبلغ نحو 15-25%. من المرجح أن يؤدي أي شكل من أشكال عدم استقرار الهيدرات إلى الانحلال والانتشار خلال عملية الهبوط أو الحقن.

## التمعدن ورواسب أعماق البحار
كما في عمليات التمعدن التي تحدث ضمن الصخور، يمكن للتمعدن أيضًا أن يحدث تحت سطح البحر. يعتمد معدل انحلال ثنائي أكسيد الكربون من الغلاف الجوي إلى المناطق الكائنة في المحيطات على فترة دورة المحيطات وقدرة المياه السطحية على الاندساس الذي يؤدي إلى التخزين المؤقت. أظهر الباحثون أن تخزين ثنائي أكسيد الكربون البحري على عمق عدة كيلومترات يمكن أن يكون فعالًا حتى نحو 500 عام، ولكنه يعتمد على موقع الحقن وظروفه. أظهرت عدة دراسات أن رغم إمكانية توفير هذا حلًّا لأثر ثنائي أكسيد الكربون، فإنه من الممكن إعادة إطلاق ثنائي أكسيد الكربون للغلاف الجوي بمرور الوقت. ولكن هذا غير مرجح حتى بضعة قرون على الأقل. تحييد مركب CaCO3، أو موازنة تركيز CaCO3 على قاع البحر، واليابسة، وفي المحيط، يمكن أن يقاس بآلاف السنين. على وجه التحديد، فإن الوقت المتوقع يبلغ نحو 1700 عام للمحيط، ونحو 5000 إلى 6000 عام لليابسة. يمكن تحسين زمن انحلال مركب CaCO3 أيضًا بالحقن قرب موقع التخزين أو تحته على مجرى التيار.
بالإضافة إلى تمعدن الكربون، من الاقتراحات الأخرى حقن الرواسب في عمق البحر. يحقن الكربون السائل على الأقل 3000 م تحت السطح مباشرةً في رواسب المحيط لتوليد هيدرات ثنائي أكسيد الكربون. تعرف منطقتان للاستكشاف: منطقة الطفو السالب (إن بي زد)، وهي المنطقة بين ثنائي أكسيد الكربون السائل الأكثف من الماء المحيط وحيث يكون الكربون السائل طافيًا بشكل طبيعي، ومنطقة تشكل الهيدرات (إتش إف زد)، والتي تمتاز عادةً بدرجات حرارة منخفضة وضغوط مرتفعة. أظهرت عدة نماذج أبحاث أن العمق المثالي للحقن يتطلب أخذ النفاذية الضمنية بعين الاعتبار مع أي تغيرات في نفاذية ثنائي أكسيد الكربون السائل للتخزين المثالي. يخفض تشكيل الهيدرات نفاذية ثنائي أكسيد الكربون السائل، والحقن تحت منطقة تشكل الهيدرات أفضل طاقيًّا من الحقن في منطقة تشكل الهيدرات. إذا شكلت منطقة الطفو السالب عمودًا أكبر من منطقة تشكل الهيدرات، يجب أن يحدث الحقن تحت منطقة تشكل الهيدرات ومباشرةً في منطقة الطفو السالب. في هذه الحالة، سيغرق ثنائي أكسيد الكربون السائل إلى طبقة الطفو السالب ويخزن تحت منطقة الطفو وغلاف الهيدرات. يمكن أن يحدث تسرب ثنائي أكسيد الكربون إذا كان هناك انحلال إلى مائع المسامات أو عن طريق الانتشار الجزيئي. ولكن هذا يحدث على امتداد آلاف السنين.